# Norops sagrei
Norops sagrei este o specie de șopârle din genul Norops, familia Polychrotidae, descrisă de Auguste Henri André Duméril și Bibron 1837.

## Subspecii
Această specie cuprinde următoarele subspecii:
- N. s. ordinatus
- N. s. sagrei
- N. s. mayensis
- N. s. greyi
- N. s. luteosignifer
- N. s. nelsoni